# 哈博洛沃湖
59°36′24″N 28°28′40″E / 59.60667°N 28.47778°E
哈博洛沃湖（俄语：Хаболово），是俄羅斯的湖泊，位於該國西北部，由列寧格勒州負責管轄，處於金吉謝普區，面積5平方公里，集水區面積209平方公里，最大水深8米。